# Fafa de Molokai
Fabrice Honoré Kubiala Ngizulu, dit Fafa de Molokaï, est un chanteur congolais né le 12 mai 1957 à Matadi, en République démocratique du Congo, et mort le 4 juin 2020 à Pontoise,. 
Il est membre du groupe Viva La Musica jusqu'en 1993, puis forme le groupe Nouvelle Génération De La République Démocratique, parfois abrégé Nouvelle Génération.

## Biographie

### Enfance et jeunesse
Fabrice Kubiala est né le 12 mai 1957 à Matadi au Kongo Central.
Il intègre le monde musical à Boma. Après son déménagement à Kinshasa, il rejoint le groupe Yoka Lokole, qui sort alors des titres tels que Testament, Tubela, ou encore Selemani. Après la dissolution du groupe en 1977, il entre dans le groupe Viva la Musica grâce à Sec Bidens, qui le présentera à Papa Wemba.
Entre 1980 et 1982, il compose les titres Bitabu mon Trésor, Chérie Gita, Bolingo ya Pensionnat et La Fille de Chance.

### Viva la Musica
En 1983, il publie chez Papa Wemba son premier tube, Ambro-Djeni, enregistré à Brazzaville au Studio I.A.D. Il voyage pour la première fois en Europe pour des enregistrements avec Viva la Musica et dévoile son premier album solo, intitulé La Baronne en 1985. Deux années après, en 1987, il lance un  deuxième album duo avec Koffi Olomidé nommé Dieu voit tout. En 1988, il se base à Paris, et continue toujours chez Papa Wemba. Il sort Mandat d'Arrêt, son troisième album. Il collabore également à des albums d'autres artistes zaïrois[réf. nécessaire] comme Diblo Dibala, Reddy Amisi, Papy Ipepy et Joly Mubiala. Son dernier album avec Viva la Musica, L'an 2000, sort en 1992.
En 1992, il quitte Viva la Musica pour former avec Luciana Demingongo, Awilo Longomba et plusieurs chanteurs de Viva La Musica, le groupe Nouvelle Génération De La République Démocratique.

### Nouvelle Génération De La République Démocratique
En 1993, le nouveau groupe sort l'album Zipompa Pompa, produit intégralement par Luciana Litemo. En 1995, Dans Sasa la Graisse Nyata Bizeti paraît sous le label Sonodisc. En 1999, après la sortie de l'album Spéculation, il quitte le groupe et décide de s'éloigner du monde de la musique professionnelle.

### Vie privée
Après son départ de Nouvelle Génération, il choisit de se former professionnellement et obtient un diplôme de maître cuisinier, lui permettant de travailler dans un restaurant parisien, tout en continuant de pratiquer la musique sur son temps libre.
Il est marié, et père de plusieurs enfants.

### Décès
Fafa de Molokai est décédé le 4 juin 2020 à Pontoise à l'âge de 63 ans.

## Discographie

### Albums
- 1985 : La Baronne
- 1987 : Dieu voit tout (duo avec Koffi Olomidé)
- 1988 : Mandat d'Arrêt
- 1990 : Anti Déception
- 1992 : L'an 2000
- 1995 : Sasa la Graisse Nyata Bizeti
- 1999 : Spéculation